# Chaetopogon fasciculatus
Chaetopogon fasciculatus là một loài thực vật có hoa trong họ Hòa thảo. Loài này được (Link) Hayek mô tả khoa học đầu tiên năm 1932.